# (37798) 1997 WU24
1997 WU24 (asteroide 37798) é um asteroide da cintura principal. Possui uma excentricidade de 0.16243320 e uma inclinação de 0.94181º.
Este asteroide foi descoberto no dia 28 de novembro de 1997 por Spacewatch em Kitt Peak.